# 103 Mile Lake
103 Mile Lake är en sjö i provinsen British Columbia, i västra Kanada, 3 400 km väster om huvudstaden Ottawa. Sjön ligger strax utanför samhället 100 Mile House, med namn efter avståndet från Lillooet längs guldrushleden Cariboo Wagon Road. 103 Mile Lake ligger 894 meter över havet. Arean är 0,53 kvadratkilometer. Den sträcker sig 0,8 kilometer i nord-sydlig riktning, och 1,3 kilometer i öst-västlig riktning.
I omgivningarna runt 103 Mile Lake växer i huvudsak barrskog. Runt 103 Mile Lake är det glesbefolkat, med 10 invånare per kvadratkilometer.